# Візова політика Російської Федерації
Для в'їзду на територію Російської Федерації громадянам більшості держав потрібне завчасне отримання візи. Громадянам деяких країн віза для в'їзду в країну не потрібно.

## Візи
Російська віза являє собою наліпку, призначену для вклеювання в паспорт. Ім'я власника візи транскрибується кирилицею. Заголовки полів дано російською та англійською мовами, проте заповнюються поля тільки по-російськи. Смуга містить написання імені в транслітерації кирилиці на латиницю, яке може відрізнятися від написання імені у відповідному полі візи (приклад: Christoph → Kpистoф → Kristof).

## Країни, що мають безвізовий режим з Росією

### Необмежений період
- Білорусь[1]

### 90 діб
| - Республіка Абхазія - Вірменія - Азербайджан - Казахстан - Киргизстан | - Молдова - Південна Осетія - Таджикистан - Узбекистан |  |

- Естонія (негромадяни)
- Латвія (негромадяни)

### Інші країни, некомерційні цілі
| - Аргентина - Бразилія - Чилі - Колумбія - Еквадор | - Фіджі - Гватемала - Ізраїль - Гондурас - Нікарагуа | - Панама - Парагвай - Перу - Уругвай - Венесуела |  |

### 60 діб
- Південна Корея[26]

### 45 діб
- Північні Маріанські Острови
- Гуам

### 30 діб
- Боснія і Герцеговина
- Куба
- Макао
- Чорногорія
- Мозамбік
- Сербія
- Таїланд
- Еквадор
- Туреччина
- Монголія
- Сейшельські Острови

## Безвізовий режим для дипломатичних та робочих паспортів

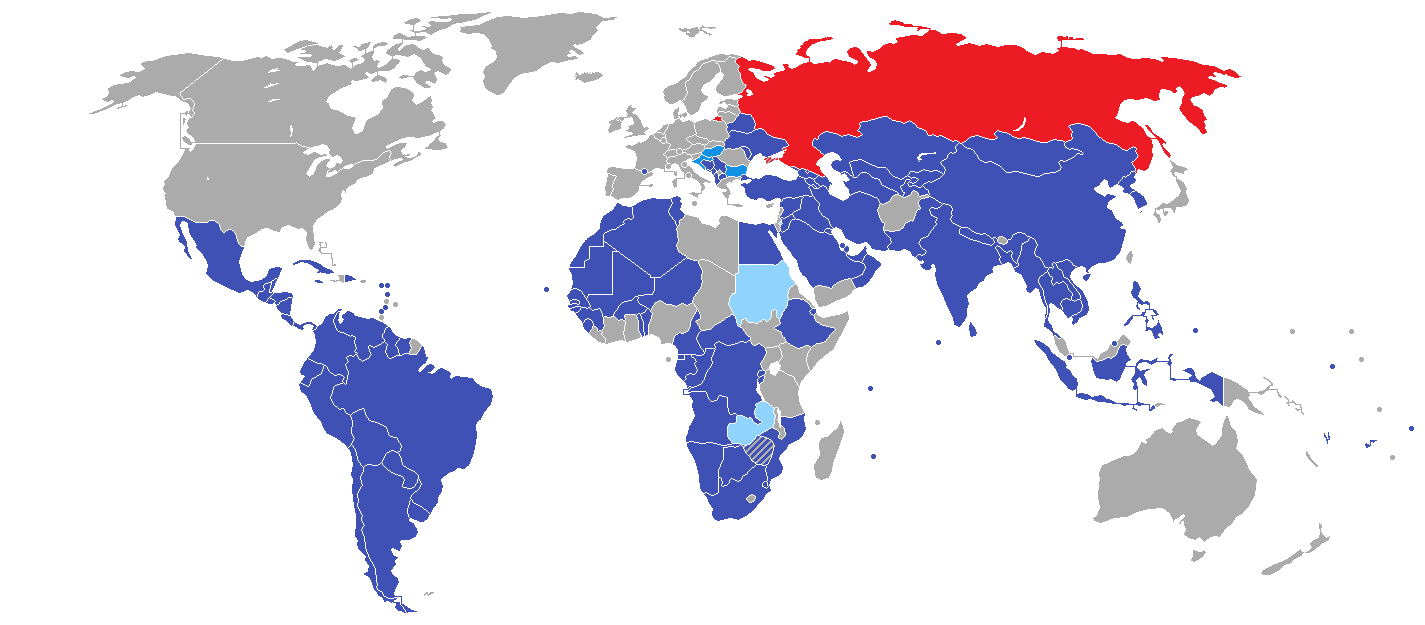
Безвізовий режим для дипломатичних та робочих паспортів

| - Республіка Абхазія - Албанія - Ангола - Аргентина - Вірменія - Азербайджан - Білорусь - Бенін - Болівія - Боснія і Герцеговина - Ботсвана - Бразилія - Бруней - Болгарія - Буркіна-Фасо - Кабо-Верде - Камбоджа - Чилі - КНР - Колумбія - Коста-Рика | - Хорватія - Куба - Кіпр - Домініканська Республіка - Еквадор - Єгипет - Сальвадор - Ефіопія - Фіджі - Габон - Гватемала - Гвінея - Гаяна - Гондурас - Гонконг - Індія - Індонезія - Іран - Ямайка - Казахстан - Киргизстан | - Лаос - Макао - Північна Македонія - Малі - Мексика - Молдова - Монголія - Чорногорія - Марокко - Мозамбік - М'янма - Непал - Нікарагуа - Північна Корея - Пакистан - Панама - Парагвай - Перу - Філіппіни - Румунія - Шенгенська зона | - Сербія - Сінгапур - ПАР - Південна Корея - Південна Осетія - Сирія - Таджикистан - Таїланд - Туніс - Туреччина - Туркменістан - Україна - ОАЕ - Уругвай - Узбекистан - Венесуела - В'єтнам - Зімбабве |  |